# Condado de Sztum
Condado de Sztum (polaco: powiat sztumski) é um powiat (condado) da Polónia, na voivodia de Pomerânia. A sede do condado é a cidade de Sztum. Estende-se por uma área de 730,85 km², com 41 992 habitantes, segundo os censos de 2005, com uma densidade 57,46 hab/km².

## Divisões admistrativas
O condado possui:
Comunas urbana-rurais: Dzierzgoń, Sztum
Comunas rurais: Mikołajki Pomorskie, Stary Dzierzgoń, Stary Targ
Cidades: Dzierzgoń, Sztum

## Demografia
População (dados de 30 de Junho de 2005):
|          | Total   | Total | Mulheres | Mulheres | Homens  | Homens |
| -------- | ------- | ----- | -------- | -------- | ------- | ------ |
|          | pessoas | %     | pessoas  | %        | pessoas | %      |
| Total    | 41 992  | 100   | 21 250   | 50,6     | 20 742  | 49,4   |
| Cidades  | 15 710  | 100   | 8200     | 52,2     | 7510    | 47,8   |
| Povoados | 26 282  | 100   | 13 050   | 49,7     | 13 232  | 50,3   |